# Vesna Janković
Vesna Janković (rojena Dolenc), slovenska podjetnica ter nekdanji fotomodel, manekenka, udeleženka lepotnih tekmovanj in televizijska voditeljica, * 1976
Najbolj je znana kot nekdanja snaha politika in poslovneža Zorana Jankovića. V 90-ih letih je bila manekenka, ki je med drugim veliko sodelovala z oblikovalko Barbaro Plavec.
Diplomirala je leta 2007 na visoki šoli za podjetništvo Gea College.

## Mladost
Rodila se je Jožetu in Manci. Ima sestro Darjo, ki je delala kot aranžerka. Družina je živela v Mariboru, nato so si postavili hišo v Bohovi, čeprav sta si Vesna in mama želeli ostati. Obiskovala je srednjo ekonomsko šolo v Mariboru. Ukvarjala se je s tekom. Njen vzor popolnosti je bila manekenka Linda Evangelista. Sanjala je o manekenskem uspehu v tujini, čeprav si je želela tudi na fakulteto. Družina jo je pri tem podpirala.

## Manekenstvo

### Lepotna tekmovanja

#### Miss Slovenije 1994
Postala je 1. spremljevalka miss Ribniške doline (23. julij 1994), v finalu pa 1. spremljevalka in miss fotogeničnosti.

#### Najlepša Slovenka '94
Bila je 1. spremljevalka najlepše Lenarta in ena od 12 finalistk tekmovanja Najlepša Slovenka '94 (med njimi so bile tudi Katja Kori, Tatjana Tutan in Renata Bohinc), ki sta ga v Vinski Gori 11. decembra 1994 priredila uredništvo tednika Kaj in glasbena agencija Nota iz Maribora. Najboljših pet finalistk je odšlo na enotedenske počitnice na Kanarske otoke, ki se jih Dolenčeva ni udeležila. Čeprav so organizatorji trdili, da je to tekmovanje za Miss Slovenije, je bil pravi lastnik licence Zdravko Geržina, ki je s Kajem pred sporom že sodeloval. Naslednje leto so se sporazumeli.

#### Kraljica Slovenije
Zmagala je 22. oktobra 1994 v Murski Soboti in je prva Slovenka s tem nazivom. Na svetovnem tekmovanju v Moskvi je nosila kreacijo Barbare Plavec in ostalo iz butika Sonja. Čevlje so ji dali v ptujski Pekovi trgovini. Folklorna skupina Vinka Koržeta Cirkovce ji je posodila praznično štajersko narodno nošo. Organizator tekmovanja, revija Antena, ji je priskrbel prenočišče in vizo, za vse ostalo so morali v manj kot tednu dni poskrbeti njeni starši. Za bivanje v Moskvi je dala štiri tisoč nemških mark privarčevanega denarja, s katerim si je hotela kupiti avto, ker so jo morebitni sponzorji zavrnili. V Moskvi je med 44 dekleti zasedla 13. mesto, dobila je tudi zlato medaljo za fotogeničnost. To tretje najpomembnejše slovensko lepotno tekmovanje je kasneje propadlo, tudi z njeno pomočjo ga je Leon Ribnikar poskušal oživiti.

#### Kot žirantka
Leta 2008 je bila v žirijah tekmovanj za Miss Earth Slovenije in za najlepšo nosečnico, Miss Buši.

### Delo manekenke in fotomodela
Manekenske veščine je pridobivala pri Marjanu Podlesniku. Bila je ena od fotomodelov (poleg Nataše Dobelšek in Mirjam Poterbin), ki so sodelovali z Reklam Studiem novomeškega fotografa Marka Klinca pri ustvarjanju oglasov, modnih revijah in predstavljanju foto opreme na sejmu Fotostik na Gospodarskem razstavišču v Ljubljani. Vodila je njegove manekenske tečaje za osnovnošolce. Na 16. mednarodnem bienalu industrijskega oblikovanja (BIO 16) oktobra 1998 v Ljubljani je predstavila obleko kreatorke Tanje Zorn Grželj. Nastopala je na modnih revijah, npr. od celjskih modnih trgovin maja 1998 v dvorani Celjskega doma, novomeške trgovine Elit januarja 1995 v restavraciji hotela Garni na Otočcu, oblikovalke Barbare Plavec septembra 1994 v romanskem palaciju ptujskega gradu (ob osvojitvi naziva Kraljica Slovenije je dobila v dar kreaciji, ki ju je nosila) in decembra 1994 v ptujskem Narodnem domu ter nove blagovne znamke taiste oblikovalke septembra 1996 v romanskem palaciju. Bila je v ekipi, ki je pred tekmovanjem za Miss Slovenije 1996 pomagala Alenki Vindiš. Lepotnih tekmovanj se je udeleževala, da bi kot manekenka bolje zaslužila. Na modnih revijah je lahko dobila okoli 150 nemških mark, na snemanjih pa je ta vsota nihala. Po letu 2000 je manekenstvo opustila in to delo opravljala zgolj priložnostno.

## Televizija

### Delo voditeljice na POP TV
Na POP TV je prišla na povabilo Bogdana Baroviča kot sovoditeljica oddaje Športna scena. Novembra 1997 je v Cankarjevem domu vodila frizersko prireditev London po Londonu skupaj s svojim kolegom s POP TV, Primožem Ogrizkom. Imela sta agencijo Vepri, katere naziv je bila akronim njunih imen in ki je leta 2000 nehala sodelovati s televizijo TV3, ki je bila dolžna za 60 oddaj. Tistega leta je Dolenc-Ogrizkova na POP TV začela voditi oddajo Modno popotovanje.

### Resničnostna oddajaSladko življenje
Februarja 2014 je nastopila v treh epizodah resničnostne oddaje Sladko življenje na Planet TV.

## Podjetništvo in promocija
Je lastnica podjetja JV kreativni marketing in delna lastnica podjetja VitaHemp. Bila je direktorica ljubljanske podružnice mariborske manekenske agencije Vulcano Models. Z Natalijo Verboten in ostalimi znanimi Slovenkami je promovirala kremo proti gubam.
Družbi JV kreativni marketing je zaradi neplačevanja davkov grozil sodni izbris brez likvidacije. Jankovićeva je odgovorila, da gre za administrativno napako. Spletni portal Žurnal24 tega podjetja takrat ni našel na seznamu davčnih dolžnikov.

## Zasebno
Visoka je 176 centimetrov. Poročena je bila dvakrat. Konec 90. let se je poročila s Primožem Ogrizkom, svojim kolegom na POP TV, postojnskim poslovnežem, producentom TV oglasov, organizatorjem prireditev in glasbenikom. Takrat se je pisala Dolenc-Ogrizek. Ločila sta se leta 2000.
Leta 2003 se je poročila z Juretom Jankovićem, sinom Zorana Jankoviča, takratnega direktorja uprave Poslovnega sistema Mercator in poznejšega ljubljanskega župana. Slovenske novice so trdile, da račun za to še ni bil plačan, kar se je končalo z izvensodno poravnavo. Leta 2013 sta se ločila. Imata sina in hčer.
V rumenih medijih je bila Jankovićeva deležna posmeha zaradi ponarejene torbice prestižne znamke Luis Vuitton in zaradi nizkih dobičkov svojih podjetij.

### Poslovne in politične vezi z družino Janković
Leta 2009 je Jure Janković različnim družbam in fizičnim osebam, tudi svoji ženi, nakazal denar, ki ga po uradnih evidencah davčne uprave ne bi mogel imeti. Z možem Juretom je Vesna Janković decembra 2010 na Cipru ustanovila družbo, katere lastnika sta bila še po ločitvi. Na istem naslovu je Jure Janković prijavil začasno bivališče, ko so ga rubili zaradi nekega dolga.

#### Članstvo v Pozitivni Sloveniji (PS)
V Pozitivno Slovenijo, stranko svojega takratnega tasta, se je včlanila takoj ob njeni ustanovitvi. Njena članica je ostala kljub ločitvi.